# Lissotriton boscai
Espèce
Synonymes
- Pelonectes boscai Lataste in Tourneville, 1879
- Triturus boscai  (Lataste, 1879)

Statut de conservation UICN

 LC  : Préoccupation mineure
Lissotriton boscai est une espèce d'urodèles de la famille des Salamandridae. Il est nommé en français triton de Bosca ou triton ibérique.

## Répartition

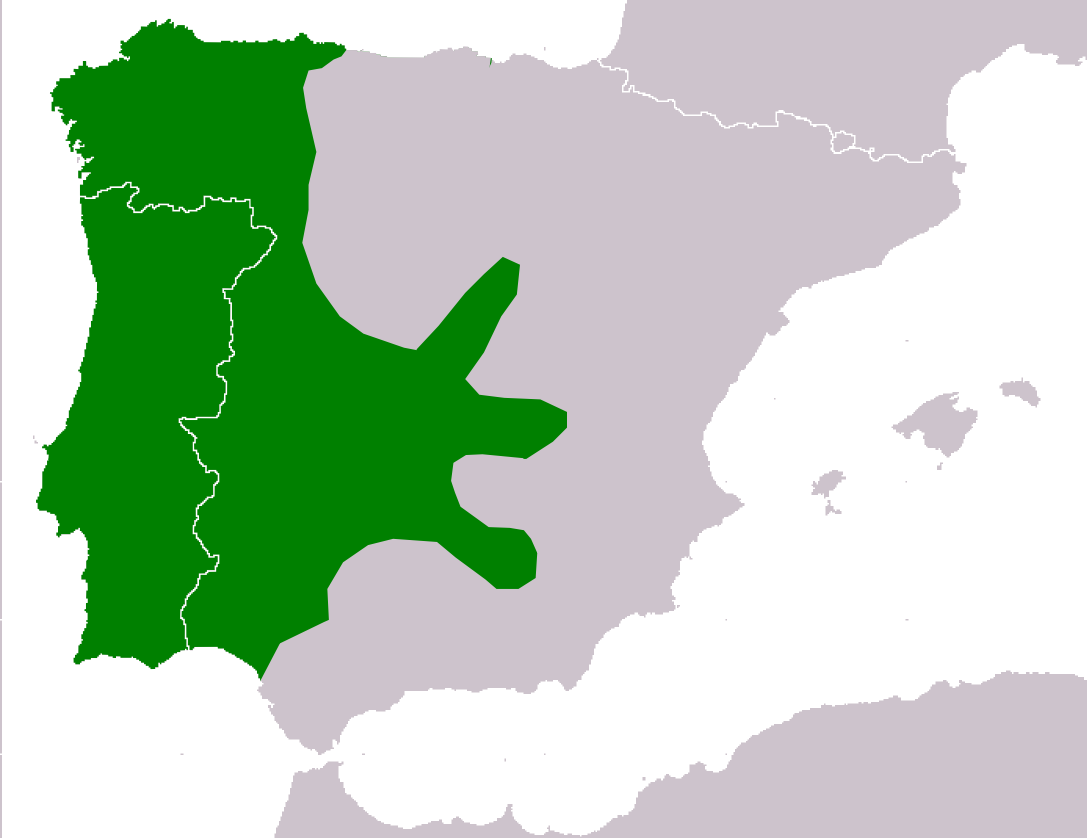
Distribution

Cette espèce se rencontre du niveau de la mer à 1 870 m d'altitude en Espagne et au Portugal.

## Description
Les adultes mesurent jusqu'à 10 cm avec la queue. Les femelles sont plus grandes que les mâles. Il y a parfois un seul sillon longitudinal sur le museau.
La coloration est variable et va d'un brun jaunâtre assez pâle à un brun-gris au-dessus, d'habitude avec des taches ou des marbrures sombres plus ou moins nettes. Les côtés de la tête sont exempts de rayures. La face ventrale est colorée en jaune-orange vif ou rouge-orange, cette couleur étant limitée à une large bande centrale sur le ventre. Les côtés sont plus pâles ou blanchâtres. Le ventre présente presque toujours des taches noires, souvent grandes. Elles forment parfois une ligne irrégulière de chaque côté, et elles s'étendent quelquefois à la gorge.
Le bord inférieur de la queue est orange, souvent avec de petites taches foncées. Le mamelon cloacal des femelles est de forme conique.
La peau peut être lisse ou granulée.
En livrée nuptiale, les mâles restent assez semblables aux femelles : pas de crêtes sur le dos, une crête basse sur la queue. La queue peut se terminer par un filament court. Les orteils ne sont ni palmés ni frangés.

## Habitat

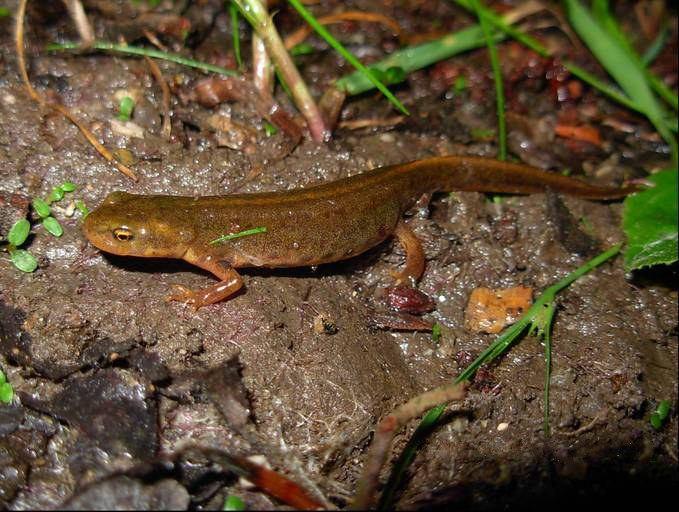
Lissotriton boscai

Lissotriton boscai se reproduit dans les petits ruisseaux d'eau claire, les petits étangs et même les eaux situées à l'intérieur de cavernes ouvertes. Il passe en général une partie du temps sur terre, mais on rencontre des spécimens exclusivement aquatiques.

## Étymologie
Cette espèce est nommée en l'honneur d'Eduardo Boscá y Casanoves.

## Publication originale
- Tourneville, 1879 : Description d'une nouvelle espèce de batracien urodèle d'Espagne (Pelonectes boscai Lataste). Bulletin de la Société Zoologique de France, vol. 4, p. 69-87 (texte intégral).